# Cephimallota
Cephimallota är ett släkte av fjärilar. Cephimallota ingår i familjen äkta malar.
Kladogram enligt Catalogue of Life:
| Cephimallota | \| \| Cephimallota angusticostella \| \| \| \| \| \| Cephimallota chasanica \| \| \| \| \| \| Cephimallota crassiflavella \| \| \| \| \| \| Cephimallota densoni \| \| \| \| |
|              | \| \| Cephimallota angusticostella \| \| \| \| \| \| Cephimallota chasanica \| \| \| \| \| \| Cephimallota crassiflavella \| \| \| \| \| \| Cephimallota densoni \| \| \| \| |
|              | Cephimallota angusticostella |
|              | |
|              | Cephimallota chasanica |
|              | |
|              | Cephimallota crassiflavella |
|              | |
|              | Cephimallota densoni |
|              | |